# Valle dei Molini (Avio)
La Valle dei Molini si trova presso il comune di Avio, in Trentino. Si tratta di una via dove storicamente si sono affacciati numerosi mulini ad acqua, azionati dal torrente Aviana.

## Storia

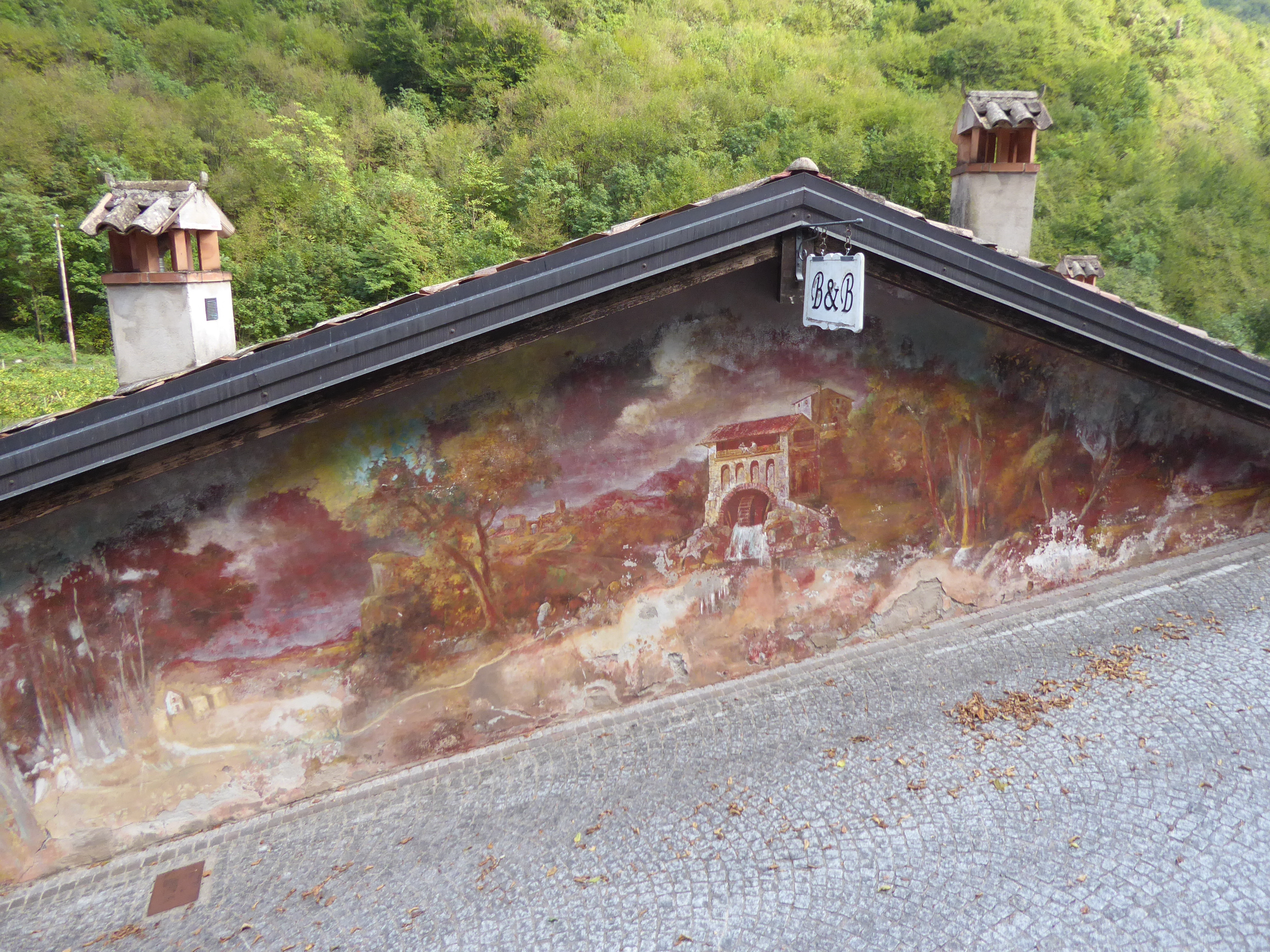
Affresco di una casa nella Valle dei Molini

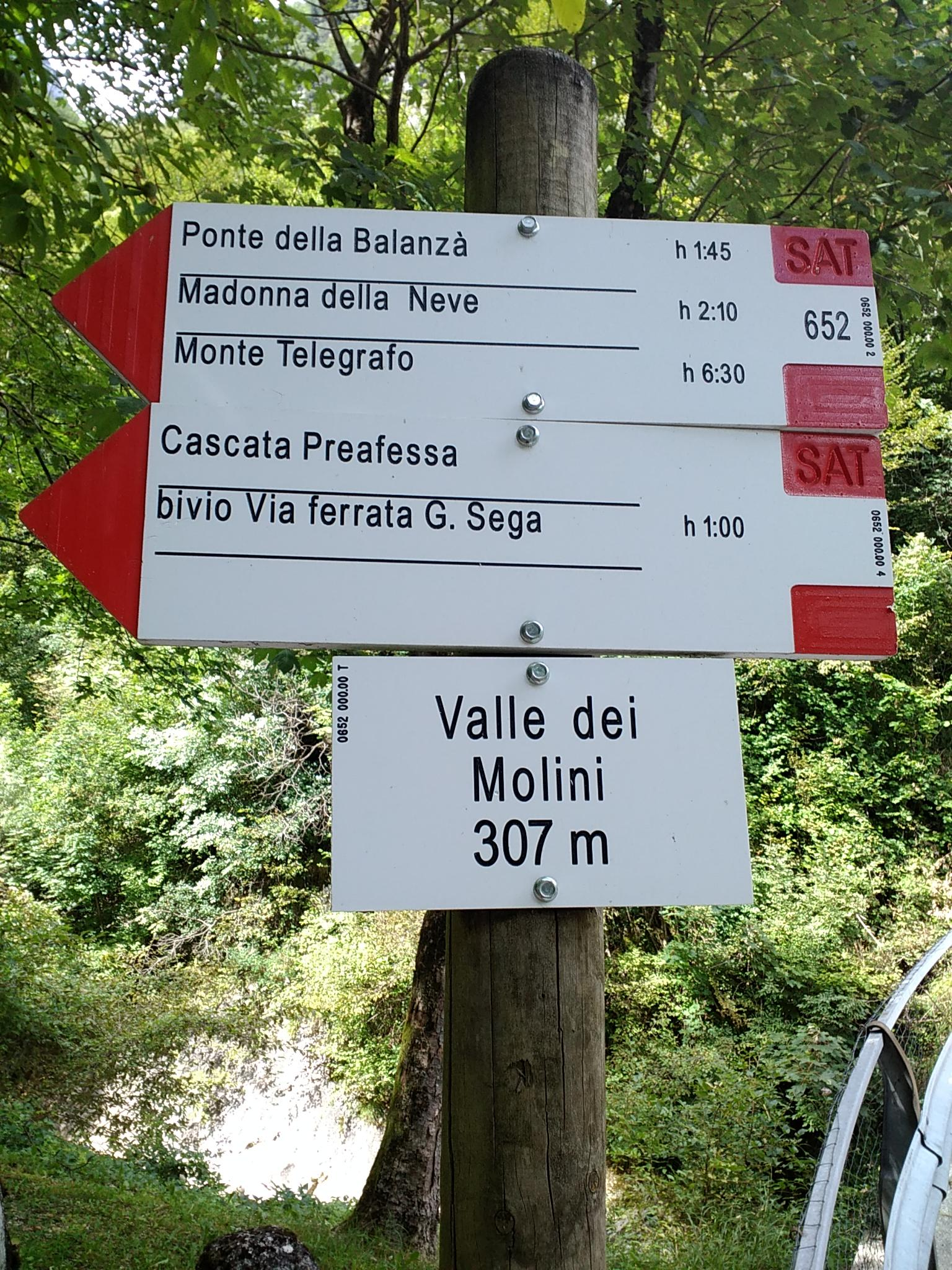
Segnaletica dei sentieri nella Valle dei Molini

La Valle dei Molini ha costituito il fulcro dell’economia di Avio per molti secoli. 
La costruzione dei primi mulini si può far risalire al XII-XIII secolo. Purtroppo degli edifici originari rimangono solamente pochi lacerti murari, identificati come medievali grazie alle tecniche costruttive con cui furono eretti.
L’importanza economica del torrente Aviana e degli edifici da esso azionati si manifesta nei documenti antichi: “decima lignorum cum edificiis positis in aqua Viane pertinet Episcopo predicto et Episcopati Tridentini”.
La possessione delle risorse è infatti direttamente associata al signore di quelle terre, ovvero il vescovo di Trento.
A partire dal XVI secolo si riscontra un ampliamento dei mulini e aggiunte di una seconda o terza ruota alla singola originale. 
I mulini erano utilizzati per macinare grano, sommacco (in dialetto rosol), un arbusto dalle cui foglie viene ricavato il tannino usato per conciare le pelli, tingere stoffe e per usi medicinali. Vi erano installazioni di magli e folloni per la lavorazione dei tessuti.
Nel 1652 in occasione della costruzione della nuova chiesa parrocchiale vengono stimati gli edifici artigianali e si contano 16 mulini.
Negli anni 1778/1783 esistevano i seguenti mulini:
- Mulino di Pietro Segarizzi di Lorenzo, due ruote
- Mulino di Francesco Venturi fu Giacomo (metà) e famiglia Duchi, due ruote
- Mulino di Francesco Sega detto Marchetto, due ruote
- Mulino dei fratelli Giuseppe, Dominico e Rocco Colombo fu Giobatta, due ruote con una macina e due pille
- Mulino di Libero Tobia, due ruote e una macina
- Mulino di Aurelia vedova Gatti, due ruote e una macina
- Mulino di Giobatta Sega fu Francesco, tre ruote
- Mulino di Francesco Turrini di Aliprando, due ruote
- Mulino terragno di Antonio Spiziali, tre ruote
- Mulino terragno di Don Domenico e dottor Camillo Brasavola, tre ruote

Secondo lo “Stato della popolazione di Avio nel 1880”, nella valle esistevano 13 mulini funzionanti, sette con ruota singola e sei con doppia ruota, che potevano lavorare 1200 kg di grano in 24 ore.
Il frumento arrivava ai mulini a dorso d’asino, poiché il sentiero che percorreva la valle era troppo stretto per l’uso dei carri. Nei primi decenni del 1900 la via venne resa accessibile a mezzi a ruote e ai primi mezzi motorizzati.
Nei periodi più impegnativi i mulini potevano essere mantenuti in funzione anche di notte: tramite un ingegnoso sistema meccanico il mugnaio veniva svegliato da un suono assordante a macinatura ultimata.
Oggi nessun mulino è più in funzione.